# Hamza Lahmar
Hamza Lahmar, né le 28 mai 1990 à Sousse, est un footballeur international tunisien. Il évolue au poste de milieu offensif entre 2010 et 2021.

## Carrière
- juillet 2010-juin 2018 : Étoile sportive du Sahel (Tunisie)
  - janvier-juin 2011 : Espérance sportive de Zarzis (Tunisie), prêt
  - janvier-juin 2012 : Espoir sportif de Hammam Sousse (Tunisie), prêt
- juillet 2018-juillet 2019 : Koweït Sporting Club (Koweït)
- juillet 2019-juin 2021 : Étoile sportive du Sahel (Tunisie)

## Palmarès
Étoile sportive du Sahel
- Championnat de Tunisie (1) : 2016
- Coupe de Tunisie (3) : 2012 , 2014 et 2015
- Coupe de la confédération (1) : 2015
- Supercoupe d'Afrique (0) :
  - Finaliste : 2016